# Деревянная рыба
Деревянная рыба (кит. упр. 木鱼, пиньинь mùyú, палл. муюй, кор. 목탁 木鐸, моктак, моги кор. 목어 木魚, мо (вьет. mõ), мокугё (яп. 木魚 мокугё:)) — деревянный щелевой барабан в виде рыбы, использующийся в буддийских монастырях для удержания ритма во время церемоний и молитв. В китайской и японской версии может быть украшен, находиться на возвышении, на подушках; корейский вариант имеет более простую форму.
О происхождении деревянной рыбы повествует целый ряд легенд:
- Некогда жил дерзкий монах, после смерти переродившийся в рыбу с растущим у неё на спине деревом. Однажды эту рыбу увидел в реке человек, бывший учителем того монаха. Он узнал в рыбе своего ученика. Рыба попросила учителя избавить её от дерева и вырезать инструмент в форме рыбы, и учитель выполнил обещание[1].
- Корейский монах Чхун Сан Пвеп Са прославился переводом Сутры сердца и своим мастерством песнопения. Рядом с городом, в котором жил монах, было прекрасное синее озеро. Однажды через него с официальным визитом плыли представители правительства, и присутствовавший в лодке ребёнок выпал за борт; так как никто в лодке не умел плавать, никто не смог спасти его. Поражённый горем чиновник приказал рыбакам найти тело; его безуспешно искали три дня. Тогда чиновник пошёл к Чхун Сан Пвеп Са просить о проведении похоронного ритуала, несмотря на не найденное тело. Монах стал петь и почувствовал просветление: ему стало ясно, что случилось с ребёнком. Он сказал чиновнику пойти на рыбный рынок и купить там самую большую рыбину. Когда рыбу разрезали, в ней нашли чудом выжившего ребёнка. Обрадованный чиновник заказал в честь этого музыкальный инструмент в форме рыбы, специально для Чхун Сана; и с тех пор этот инструмент делают в форме рыбы с открытым ртом и пустым желудком[1].

Известно, что деревянную рыбу использовали уже в конце первого десятилетия III века н. э..